# Эрроухед Стэдиум
Эрроухед Стэдиум (англ. Arrowhead Stadium) — футбольный стадион в городе Канзас-Сити, штат Миссури. Домашняя арена клуба Национальной футбольной лиги «Канзас-Сити Чифс». Стадион был открыт 12 августа 1972 года, несколько раз реконструировался и расширялся. С 2010 года его трибуны вмещают 76 416 зрителей. С 1996 по 2007 год свои домашние матчи на нём проводила команда MLS «Канзас-Сити Уизардс».

## История
В 1967 году по решению губернатора штата Миссури Уоррена Хирнса было создано Спортивное управление округа Джексон и начаты работы по подготовке строительства новых стадионов для американского футбола и бейсбола. Их возведение было одобрено избирателями округа. «Эрроухед Стэдиум» был официально откры 12 августа 1972 года. Название стадиона, связанное с индейцами, было выбрано как наиболее соответствующее названию городской футбольной команды. В матче открытия за Кубок губернатора сыграли «Канзас-Сити Чифс» и «Сент-Луис Кардиналс». В присутствии 78 190 зрителей Чифс выиграли со счётом 24:14.
В 2006 году была проведена реконструкция стадиона. Для её финансирования в округе Джексон был введён дополнительный налог с продаж. Работы по модернизации заняли четыре года, в процессе были расширены подтрибунные помещения, увеличено количество точек общественного питания, установлено новое табло и акустическое оборудование. Существовали планы оборудования арены раздвижной крышей, но от их осуществления отказались. 
Стадион является одним из самых громких в НФЛ. Шум трибун регулярно мешает игрокам команд гостей при назначении розыгрышей. В сентябре 2014 года на «Эрроухед Стэдиум» представителями книги рекордов Гиннесса был зафиксирован рекорд по уровню шума, производимого болельщиками — 142,2 дБ.
Стадион станет одним из 11 на территории США, где пройдут матчи чемпионата мира по футболу 2026 года..